# Jakov Stantić
Jakov Stantić je bio srbijanski nogometaš iz Subotice, rodom bački Hrvat. Smatra ga se jednim od dvadeset Spartakovih najboljih igrača svih vremena.
Još je igrao za zemunska Naša krila, klub ratnog zrakoplovstva i za splitski Mornar, klub ratne mornarice.
Nakon završetka igračke karijere bio je tehnički rukovodilac Spartaka.